# KMU-Magazin
Das KMU-Magazin: Die Fachzeitschrift für erfolgreiche Unternehmensführung ist ein Schweizer Fachmagazin (UID: CHE-106.070.146) für Kader von Kleinen und mittleren Unternehmen. Das KMU-Magazin wurde 1998 vom Unternehmer Thomas Engeli gegründet, der bis heute Verleger und Herausgeber ist. Das Fachmagazin erscheint im Verlag der   Engeli & Partner-Gruppe. Im selben Verlag erschien von 1998 bis 2020 auch das Satiremagazin   Nebelspalter.
Chefredaktor ist Michael Sommer, sein Vorgänger war bis April 2011 Hans Suter. Das KMU-Magazin erscheint acht Mal im Jahr. Das KMU-Magazin hat eine WEMF-beglaubigte Auflage von 7'230 verkauften bzw. 10'592 verbreiteten Exemplaren. Das Magazin hat das (gemäss Medienwoche wertlose) Gütesiegel „Q-Publikation“ des Verbands Schweizer Medien. „Bei den Kosten pro 1000 Nutzer (TNP) ist das «KMU-Magazin» die Nummer 1“ in der Schweiz.